# ردراگ رایکوویچ
ردراگ رایکوویچ (سیریلیک صربی: Предраг Рајковић؛ زادهٔ ۳۱ اکتبر ۱۹۹۵) یک بازیکن فوتبال اهل صربستان است.

## باشگاهی
از باشگاه‌هایی که در آن بازی کرده‌است می‌توان به مکابی تل‌آویو و ستاره سرخ بلگراد اشاره کرد.

## تیم ملی
وی همچنین در تیم ملی فوتبال صربستان بازی کرده است.